# XVII Толедський собор
Сімнадцятий Толедський собор (лат. Concilium Toletanum XVII) зібрався 9 листопада 694 року за вестготського короля Егіка. Це був третій собор при цьому королю, і в першу чергу він був спрямований, як і шістнадцятий, проти євреїв, до яких Егіка, мабуть, мав глибоку недовіру і ворожість.

## Історія
Король відкрив синод, заявивши, що він чув новини про євреїв, які скидають своїх християнських правителів за кордоном, і що іберійські євреї вступили в змову зі своїми родичами, щоб раз і назавжди покласти край християнській вірі. Тому собор ухвалив у своєму восьмому каноні, що всі євреї, крім жителів Нарбонської Галлії, повинні бути позбавлені свого майна, яке мало бути віддано рабам-християнам, а самі поневолені. Їхні рабовласники були вибрані королем і повинні були бути зобов'язані за контрактом ніколи не допускати сповідання юдейської релігії знову. Проте, принаймні, у деяких частинах Іспанії цих правил суворо не дотримувалися.
Собор намагався захистити життя королеви та дітей Егіки після його смерті, знаючи про небезпеку, яка може осягнути королівську сім'ю під час престолонаслідування, і єпископи наказали молитися за їхні душі.
Протоколи наради залишаються найкращим джерелом інформації про цей період в історії Іспанії.

## Вісім канонів собору
1. На початку Собору всі священнослужителі (архієреї) постять три дні на честь Святої Трійці і в цей час без присутності мирян розмовляють про догмати віри та про виправлення поведінки духовенства. Після цього вони переходять до інших питань.
2. На початку Великого посту, оскільки від цього часу хрещень більше немає, крім як у разі крайньої необхідності, купіль опечатується архієрейським перстнем і залишається до відкриття вівтаря у Великий четвер.
3. Омивання ніг у Великий четвер, яке в деяких місцях вийшло з вживання, повинно бути повсюди.
4. Священичий посуд та інші церковні предмети не можуть бути використовувані кліром для себе, продані тощо.
5. Деякі священики проводять заупокійні меси за живих, у наміренні (інтенції) їхньої швидкої смерті. Священик, який вчинив це, і особа, яка спонукала його до цього, повинні бути скинуті та піддані анафемі навіки та відлучені від Церкви. Тільки на смертному одрі їм можна буде знову причащатися.
6. Цілий рік повинні тривати моління за Церкву, Короля і народ, щоб Бог простив їх усіх.
7. Оновлено старі закони щодо забезпечення безпеки королівської родини.
8. Оскільки євреї додали до інших своїх злочинів те, що вони намагалися поневолити країну і народ, вони повинні бути суворо покарані. Зробили вони це після того, як (на вигляд) прийняли хрещення, яке вони, однак, знову заплямували зневірою. Вони будуть позбавлені свого майна на користь скарбниці та назавжди будуть звернені до рабів. Ті, до кого цар відправляє їх як рабів, повинні стежити, щоб вони більше не практикували юдейські звичаї, і їхні діти повинні бути відокремлені від них, коли їм виповниться сім років, і згодом видані заміж за християн.